# Push Girls
Push Girls é uma série de televisão americana de reality show exibida no canal SundanceTV. Um episódio piloto e a data de estreia original foram ao ar em 17 de abril de 2012, com a estreia oficial em 4 de junho de 2012. Push Girls narra a vida de quatro mulheres – Angela Rockwood, Tiphany Adams, Mia Schaikewitz e Auti Angel – que ficaram paralisadas por doença ou acidente e mostra os desafios e triunfos que elas enfrentam no dia a dia. A série é ambientada em Los Angeles, Califórnia.
Foi anunciado em 15 de novembro de 2012 que a AMC Networks começou a produção da segunda temporada com 10 episódios. A segunda temporada estreou em 3 de junho de 2013.